# Engelskirchen
Engelskirchen är en kommun och ort i Oberbergischer Kreis i Regierungsbezirk Köln i förbundslandet Nordrhein-Westfalen i Tyskland.